# Robertson
För andra betydelser, se Robertson (olika betydelser).
Robertson eller Robertsson är ett namn som burits av bland andra

## Personer med efternamnet Robertson eller Robertsson (alfabetisk lista)
Personer som inte inplacerats i den kronologiska listan har markerats med *
- Absalom Willis Robertson (1887–1971), amerikansk politiker
- Alf Robertson (1941–2008), svensk countrysångare
- Allison Robertson (född 1979), amerikansk rockgitarrist mer känd som Donna R
- Andrew Robertson (född 1994), skotsk fotbollsspelare*
- Anna Mary Robertson (1860–1961), amerikansk konstnär mer känd som Grandma Moses
- Alvin Robertson (född 1962), amerikansk basketspelare

- Bengt Robertson (1935–2008), läkare, forskare och poet
- Bert Robertsson (född 1974), svensk ishockeyspelare och ledare*
- Brian Robertson (född 1956), brittisk rockgitarrist
- Britt Robertson (född 1990), amerikansk skådespelare
- Bruce Robertson (född 1962), kanadensisk roddare*

- Christina Robertson (1796–1854), skotsk målare
- Cliff Robertson (1923–2011), amerikansk skådespelare
- Clive Robertson (född 1965), brittisk skådespelare verksam i Nordamerika
- Conrad Robertson (född 1957), nyzeelädskroddare*

- David Robertson (1827–1904), svensk fabriköroch politiker*
- Eck Robertson (1887–1975), amerikansk violinist och Old Time-musiker*
- Edward V. Robertson (1881–1963), walesisk-amerikansk politiker
- Étienne Robertson (1764–1837) belgisk illusionist och ballongflygare

- Frederick William Robertson (1816–1853), anglikansk präst och predikant*

- Gary Robertson (född 1950), nyzeeländsk roddare*
- Geoffrey Robertson (född 1946), australisk-brittisk människorättsjurist
- George Robertson (1884–1955), amerikansk racerförare
- George Robertson (politiker) (född 1946), brittisk Labour-politiker
- Gillian Robertson (född 1995), kanadensisk MMA-utövare*
- Gordon Robertson (1926–2019), kanadensisk ishockeyspelare
- Gun Robertson (1917–2008), svensk skådespelare
- Gunhild Robertson (1885–1947), svensk skådespelare

- Hans Robertson (född 1943), svensk ingenjör och företagsledare

- Irvine Robertson (1882–1956), kanadensisk roddare*

- James Robertson Dickson (1810–1873), svensk träpatron
- James B.A. Robertson (1871–1938), amerikansk politiker, domare, guvernör
- Jennifer Roberson (född 1953), amerikansk författare av fantasy-litteratur*
- John T. S. Robertson-Aikman (1860–1948), brittisk (skotsk) curlingspelare

- Karl-Olof Robertson (1918–2009), kyrkomusiker och tonsättare
- Kathleen Robertson (född 1973), kanadensisk skådespelare
- Kevin Robertson (född 1959), amerikansk vattenpolospelare*
- Kim Robertson (född 1957), nyzeeländsk löpare
- Kimmy Robertson (född 1954), amerikansk skådespelare

- Leonard Robertson (född 1950), brittisk roddare*

- Mac Robertson (född 1947), svensk countryblues-musiker
- Marie Robertson (född 1977), svensk skådespelare
- Mikael Robertsson (född 1964), svensk fotbollsspelare

- Nathan Robertson (född 1977), brittisk badmintonspelare
- Neil Robertson (född 1982), australiensisk biljardspelare

- Oscar Robertson (född 1938), amerikansk basketspelare

- Pat Robertson (1930–2023), amerikansk TV-predikant
- Patricia Hilliard Robertson (1963–2001), amerikansk astronautkandidat
- Peter Robertson (född 1976), australiensisk idrottare (triathlon)

- Rob Robertson, en av Johnny Bodes (1912–1983) pseudonymer
- Robbie Robertson (1943–2023), amerikansk rockmusiker
- Robin Robertson (född 1955), skotsk poet
- Ronnie Robertson (1937–2000), amerikanskkonståkare*

- Scott Robertson (född 1987), australiensisk simhoppare
- Shauna Robertson (född 1975), kanadensisk-amerikansk filmproducent
- Shirley Robertson (född 1968), brittisk seglare*
- Sonia Robertson (född 1947), zimbabwisk landhockeyspelare
- Steve Robertson (född 1964), brittisk racerförare

- Thomas B. Robertson (1779–1828), amerikansk jurist och politiker
- Thomas J. Robertson (1823–1897), amerikansk politiker
- Thomas Morgan Robertson (född 1958), brittisk syntpop-musiker mer känd som Thomas Dolby
- Thomas William Robertson (1829–1871), engelsk dramatiker och skådespelare

- Willard Robertson (1886–1948), amerikansk skådespelare*
- William Robertson (1721–1793), skotsk historier
- William Robert Robertson (1859–1933), brittisk fältmarskalk

- Zane Robertson (född 1989), nyzeeländsk långdistanslöpare*

## Efternamn kronologisk lista

### Födda på 1700-talet
- William Robertson (1721–1793), skotsk historier
- Étienne Robertson (1764–1837), belgisk illusionist och ballongflygare
- Thomas B. Robertson (1779–1828), amerikansk jurist och politiker
- Christina Robertson (1796–1854), skotsk målare

### Födda på 1800-talet
- James Robertson Dickson (1810–1873), svensk träpatron
- Frederick William Robertson (1816–1853), engelsk anglikansk präst
- Thomas J. Robertson (1823–1897), amerikansk politiker
- David Robertson (1827–1904), svensk fabrikör, lokalpolitiker i Göteborg
- Thomas William Robertson (1829–1871), engelsk dramatiker och skådespelare
- William Robertson Smith (1846–1894), skotsk skriftställare, professor i hebreiska
- William Robert Robertson (1859–1933), brittisk fältmarskalk
- John T. S. Robertson-Aikman (1860–1948), brittisk (skotsk) curlingspelare
- Anna Mary Robertson (1860–1961), amerikansk konstnär mer känd som Grandma Moses
- Edward V. Robertson (1881–1963), walesisk-amerikansk politiker
- George Robertson (1884–1955), amerikansk racerförare
- Gunhild Robertson (1885–1947), svensk skådespelare
- James B.A. Robertson (1871–1938), amerikansk politiker, domare, guvernör
- Absalom Willis Robertson (1887–1971), amerikansk politiker

### Födda 1900–1950
- Rob Robertson, en av Johnny Bodes (1912–1983), pseudonymer
- Gun Robertson (1917–2008), svensk skådespelare
- Karl-Olof Robertson (1918–2009), kyrkomusiker och tonsättare
- Cliff Robertson (1923–2011), amerikansk skådespelare
- Gordon Robertson (1926–2019), kanadensisk ishockeyspelare
- Pat Robertson (1930–2023), amerikansk TV-predikant
- Bengt Robertson (1935–2008), läkare, forskare och poet
- Oscar Robertson (född 1938), amerikansk basketspelare
- Alf Robertson (1941–2008), svensk countrysångare
- Robbie Robertson (1943–2023), amerikansk rockmusiker
- Geoffrey Robertson (född 1946), australisk-brittisk människorättsjurist
- George Robertson (politiker) (född 1946), brittisk Labour-politiker
- Mac Robertson (född 1947), svensk countryblues-musiker
- Sonia Robertson (född 1947), zimbabwisk landhockeyspelare

### Födda efter 1950
- Kimmy Robertson (född 1954), amerikansk skådespelare
- Robin Robertson (född 1955), skotsk poet
- Brian Robertson (född 1956), brittisk rockgitarrist
- Kim Robertson (född 1957), nyzeeländsk löpare
- Thomas Morgan Robertson (född 1958), brittisk syntpop-musiker mer känd som Thomas Dolby
- Alvin Robertson (född 1962), amerikansk basketspelare
- Patricia Hilliard Robertson (1963–2001), amerikansk astronautkandidat
- Steve Robertson (född 1964), brittisk racerförare
- Clive Robertson (född 1965), brittisk skådespelare verksam i Nordamerika
- Kathleen Robertson (född 1973), kanadensisk skådespelare
- Shauna Robertson (född 1975), kanadensisk-amerikansk filmproducent
- Peter Robertson (född 1976), australiensisk idrottare (triathlon)
- Marie Robertson (född 1977), svensk skådespelare
- Nathan Robertson (född 1977), brittisk badmintonspelare
- Allison Robertson (född 1979), amerikansk rockgitarrist mer känd som Donna R
- Neil Robertson (född 1982), australiensisk biljardspelare
- Scott Robertson (född 1987), australiensisk simhoppare
- Britt Robertson (född 1990), amerikansk skådespelare

### Fiktiva figurer
- Robbie Robertson (seriefigur) i Marvel-universat

## Förnamn
- Robertson Davies (1913–1995), kanadensisk författare